# Tavesaari
Tavesaari, nordsamiska: Tavesuálui, är en ö i Finland. Den ligger i sjön Enare träsk och i kommunen Enare i den ekonomiska regionen Norra Lappland och landskapet Lappland, i den norra delen av landet, 1 000 km norr om huvudstaden Helsingfors. Öns area är 2,65 kvadratkilometer och dess största längd är 2,9 kilometer i öst-västlig riktning.